# 15630 Disanti
15630 Disanti (2000 HT56) là một tiểu hành tinh vành đai chính.